# Plaza Mayor

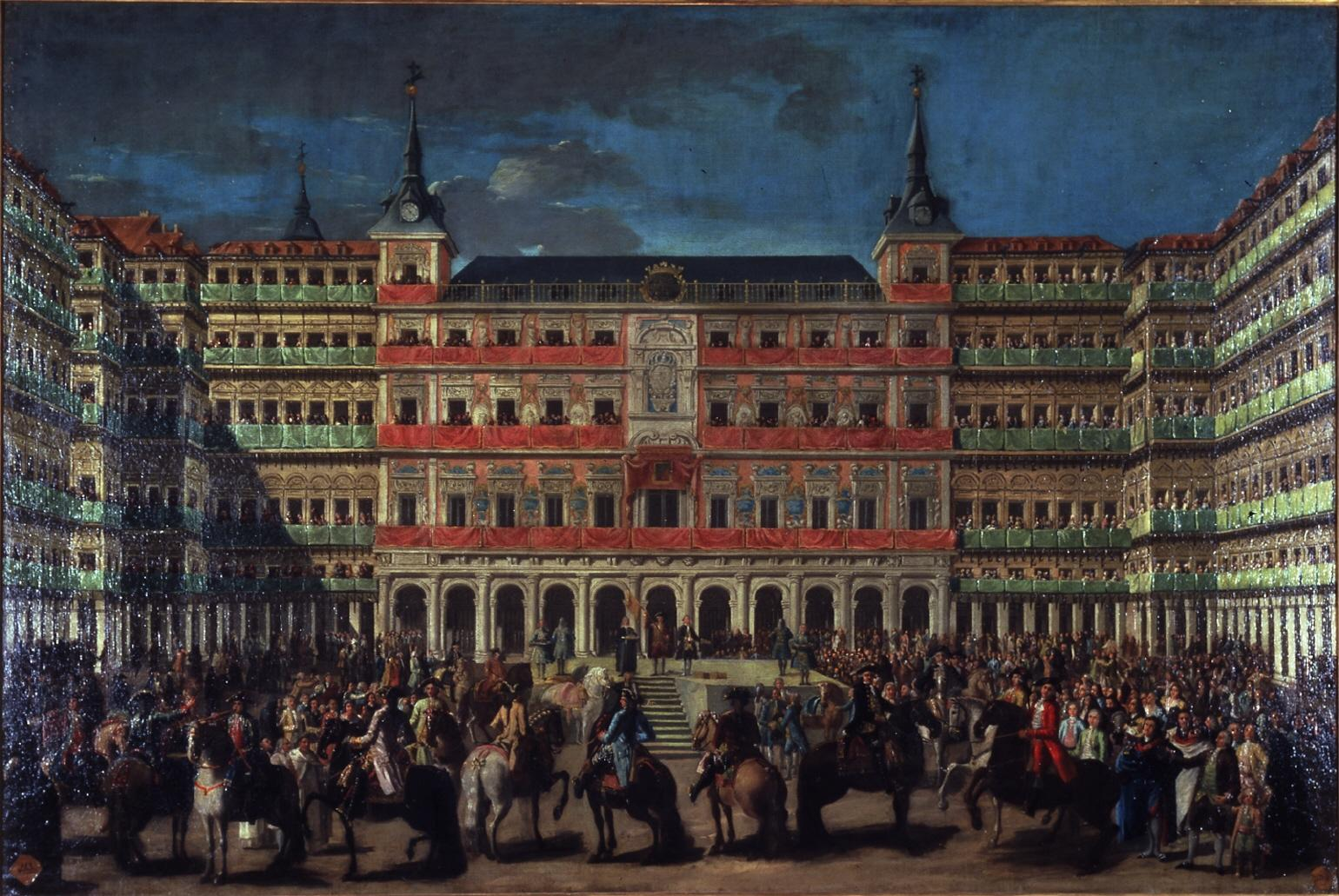
Plaza Mayor w 1760 r.

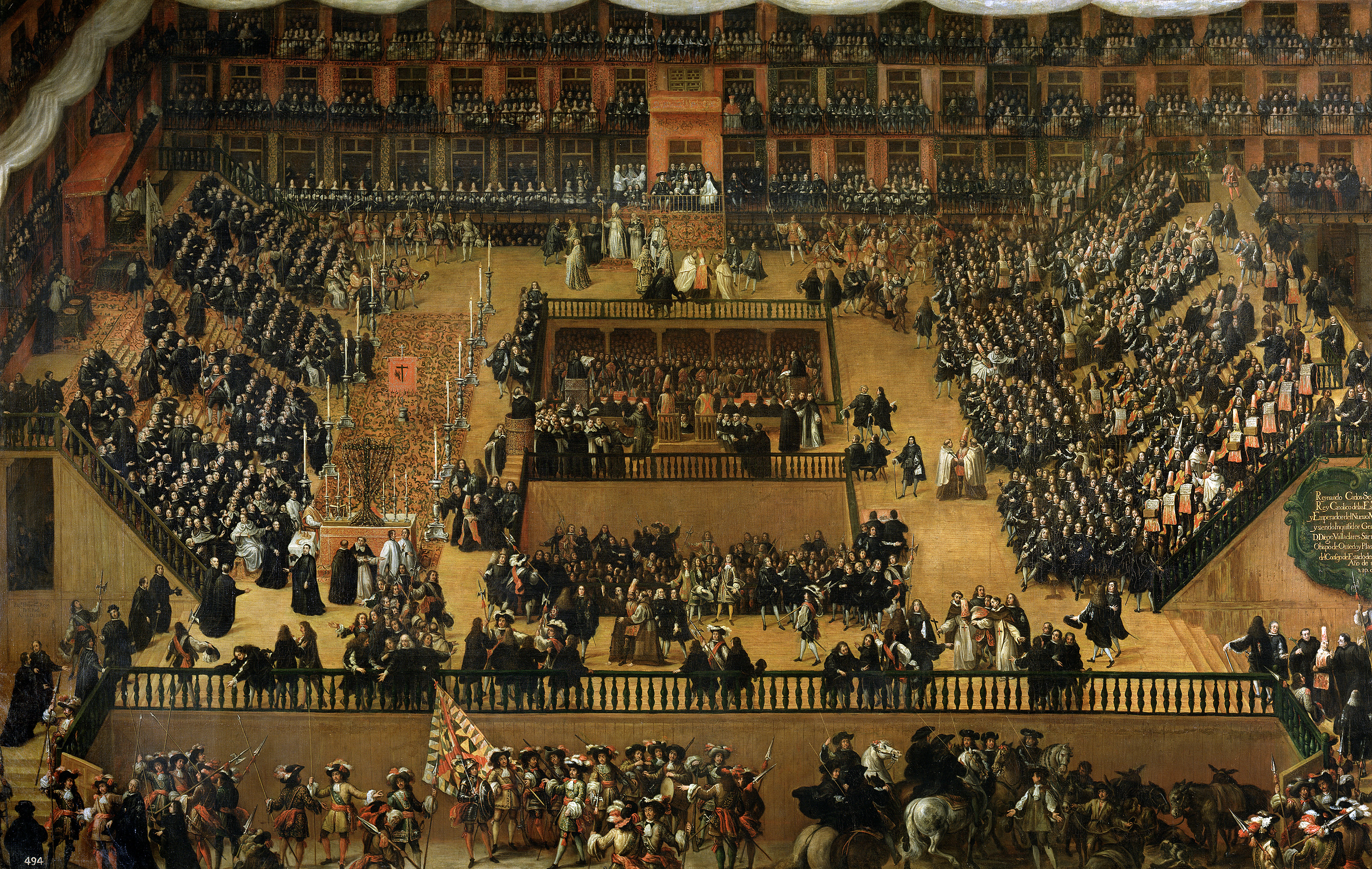
Uroczyste Auto de Fe na Plaza Mayor w 1683 r., obraz autorstwa Francisco Rizi

Plaza Mayor – jeden z najbardziej znanych placów w Madrycie. Został zbudowany na planie prostokąta o bokach 129 × 94 m. Otaczają go trzypiętrowe budynki z 243 balkonami umieszczonymi od strony placu.

## Historia
W średniowieczu był zwykłym targowiskiem usytuowanym poza murami miasta, nazywano je Plaza de Arrabal (dzielnica biedy, slumsy). W 1561 Filip II przeniósł do Madrytu stolicę i postanowił stworzyć na bazie istniejącego targowiska, miejsce reprezentacyjne przeznaczone dla spotkań publicznych i obchodzonych uroczystości. Zaangażował w tym celu architekta Eskurialu Juana de Herrerę oraz Francisca de Morę. Zarządzone przez niego zmiany były kontynuowane przez Filipa III (którego pomnik od XIX w. stoi na placu). Jedynym zachowanym elementem projektu de Herrery jest Casa de la Carnicería, która w momencie powstania była siedzibą gildii rzeźników. 
W 1617 do przebudowy Plaza Mayor został zatrudniony architekt królewski Juan Gómez de Mora, pod którego kierunkiem ukończono adaptację placu w 1619. Został przyjęty kształt prostokąta o rozmiarach 120 × 90 m, otoczonego pięciokondygnacyjnymi budynkami. Mieszkało tam wówczas ok. 3 tysiące ludzi, co powodowało niespotykane zagęszczenie. Trzykrotnie spłonęły one w pożarach (1631, 1670 i 1790) i ostatecznie plac uzyskał dzisiejszą postać w roku 1790. Pracami przy odbudowie kierował Juan de Villanueva, który ujednolicił fasady i dodał łuki przy wejściach na plac. On też zadecydował o obniżeniu zabudowy z czterech do trzech pięter oraz zabudowania narożników, po jego śmierci prace kontynuowali jego uczniowie Antonio López Aguadoi i Kustodia Moreno. Z okolicznymi ulicami plac łączy dziewięć bram, z których najsłynniejszą jest Arco de Cuchilleros (Łuk Nożowników).
Przeznaczeniem placu miało być organizowanie publicznych uroczystości i świąt, w związku z tym Plaza de Mayor był świadkiem wielu ważnych wydarzeń. Odbywały się tu koronacje królów, celebrowano uroczystości, ogłaszano ważne informacje. Wystawiano tu sztuki teatralne, odbywały się tu corridy, a nawet egzekucje skazańców. Pierwszą uroczystością była celebracja ku czci św. Izydora, patrona miasta, która odbyła się dwa lata po jego beatyfikacji, tj. w 1620. 21 października 1621 na placu został ścięty Rodrigo Calderón, hrabia Oliva.
W 1848 na placu ustawiono pomnik konny Filipa III, jego autorami są Juan de Bolonia i Pietro Tacca, powstał w 1616 i wcześniej znajdował się w Casa de Campo. Był darem Wielkiego Księcia Florencji Kosmy Medyceusza, przenosiny na obecne miejsce były decyzją królowej Izabeli II. W 1880 przeprowadzono remont Casa de la Panadería według projektu Joaquína Maríi de la Vega, kolejny w 1935 przeprowadził Fernando García Mercadal. Największa współczesna przebudowa placu miała miejsce po 1960, zlikwidowano linię tramwajową, odcięto płytę placu od ruchu ulicznego, pod nią wybudowano parking, odnowiono elewacje kamienic, a także zmieniono pokrycie dachów. W 1992 na elewacji Casa de la Panadería umieszczono kontrowersyjne freski Carlosa Franco przedstawiające postacie mitologiczne. 
Do najważniejszych obiektów należą Casa de la Panadería i Casa de la Carnicería oraz pomnik Filipa III.
Obecnie plac jest atrakcją turystyczną, wszystkie budynki zostały odrestaurowane, w ich oficynach mieszczą się kawiarnie i restauracje. W każdą niedzielę na placu odbywa się targ kolekcjonerski, na którym można zdobyć stare hiszpańskie znaczki, monety, czasopisma, zdjęcia i widokówki.